# Тодрес, Владимир Захарович
Влади́мир Заха́рович Тодре́с (Селе́ктор) (18 марта 1897, Мошорино, Херсонская губерния — 2 февраля 1959, Москва) — первый секретарь Молдавского областного комитета КП(б)У. Входил в состав особой тройки НКВД СССР.

## Биография
Родился 18 марта 1897 года в селе Мошорино Александрийского уезда Херсонской губернии (ныне в Кропивницком районе Кировоградской области Украины).
С 1917 года воевал на стороне красных в Гражданской войне на Украине, получил ранение и после излечения стал редактором уездной газеты в городе Александрия Кировоградской области Украины. С 1920 года по момент смерти был членом КПСС.
В 1920—1922 годах заведовал отделением Российского телеграфного агентства при СНК РСФСР (Краснодар, Ростов-на-Дону).
В 1922—1927 годах был заместителем заведующего агитационно-пропагандистским отделом в Донском областном комитете Коммунистической партии и заместителем ответственного редактора газеты «Молот» Азово-Черноморского краевого комитета Компартии.
В 1928—1930 годах — член Терского окружного комитета и заведующий культурно-пропагандистским отделом этого комитета Компартии в городе Пятигорск.
В 1931—1932 годах работал заместителем заведующего агитационно-массовым отделом Северо-Кавказского краевого комитета и заведующим секторами в агитационно-массовом и сельско-хозяйственном отделах Центрального комитета ВКП(б) в Москве. Организовал 1-й и 2-й съезды колхозников-ударников.
В 1933—1934 годах состоял ответственным секретарём Всесоюзного переселенческого комитета при ЦИК СССР, за работу в котором был премирован легковым автомобилем «Форд».
В 1935—1937 годах — 2-й секретарь Черниговского обкома КП(б) Украины. В 1937 году — 1-й секретарь Молдавского обкома КП(б)У, член ЦК КП(б)У. Этот период отмечен вхождением в состав особой тройки, созданной по приказу НКВД СССР от 30.07.1937 № 00447 и активным участием в сталинских репрессиях.

## Завершающий этап
Арестован 12 августа 1937 года, 11 октября 1939 года приговорён к 8 годам лишения свободы. С 1947 года в ссылке в Тюменской области. C 1949 года в ссылке в Казахской ССР.
21 мая 1955 года Военная коллегия Верховного суда СССР отменила постановления Особого совещания при Комиссариате внутренних дел СССР от 11 октября 1939 года, а также Особых совещаний при Министерстве государственной безопасности СССР от 8 марта 1947 года и от 26 ноября 1949 года. Дело было прекращено и наступила полная реабилитация с восстановлением членства в Компартии. Была назначена персональная пенсия союзного значения.
По возвращении в Москву до самой смерти работал партийным секретарём жилищно-коммунального узла № 51 Первомайского района.
Умер 2 февраля 1959 года в городе Москва, где и похоронен на Преображенском кладбище.